# Соболев, Виктор Викторович
Ви́ктор Ви́кторович Со́болев (20 августа (2 сентября) 1915 — 7 января 1999) — российский и советский астроном, астрофизик, академик РАН и АН СССР (1981, член-корреспондент с 1958). Герой Социалистического Труда (1985). Основатель ленинградской школы астрофизики.

## Биография

Памятник на Комаровском кладбище

Родился в Петрограде. Среднее образование получил в одной из лучших школ города – наследнице знаменитой перед революцией Петершуле. В детстве жил вместе с родителями в Костромской губернии. Родители вели крестьянское хозяйство. Затем семья вернулась в Петроград.
В 1933−1938 гг. учился на математико-механическом факультете Ленинградского государственного университета (ЛГУ). Под влиянием профессора В. А. Амбарцумяна занялся теоретической астрофизикой.
В 1938 г. поступил в аспирантуру к В. А. Амбарцумяну.
В 1941 г. защитил кандидатскую диссертацию, в которой предложил метод расчёта температур в разреженных астрофизических газовых средах – приравнивание темпа притока энергии к газу темпу потерь на излучение, который позднее был им изложен в фундаментальном труде  «Движущиеся оболочки звёзд».  В этом же году начал педагогическую работу в ЛГУ.
Годы Великой Отечественной войны провёл в Елабуге, куда были эвакуированы некоторые подразделения университета. Там он работал вместе с В. А. Фоком, В. И. Смирновым, В. А. Амбарцумяном и другими как над проблемами фундаментальной науки, так и над решением прикладных оборонных задач, в частности, связанных со светомаскировкой.
В 1946 г. защитил докторскую диссертацию, посвящённую теории образования линий в движущихся средах. В ней впервые было показано, что быстрое движение вещества с градиентом скорости оказывает влияние на его физическое состояние, и были разработаны методы расчёта спектров звёзд с движущимися оболочками. Изданная на основе диссертации монография «Движущиеся оболочки звёзд» (1947) была переведена в 1960 г. на английский язык. Этой книге суждено было стать классикой теоретической астрофизики: астрофизики всего мира продолжают широко её цитировать.
В 1948 г., став профессором, принял заведование кафедрой астрофизики от её основателя, своего учителя В. А. Амбарцумяна. В этой должности Соболев проработал более 40 лет, до 1989 г., одновременно заведовал Отделением астрономии матмеха. Профессором же Отделения астрономии университета оставался до конца жизни.
В 1956 г. вышла вторая монография Соболева «Перенос лучистой энергии в атмосферах звёзд и планет». По широте охвата рассматривающихся в ней проблем теории многократного рассеяния света она и по сей день остаётся непревзойдённой. Книга была переведена на английский язык и до сих пор является настольной книгой учёных, занимающихся как теорией переноса излучения, так и звёздными планетными атмосферами.
В 1958 г. был избран членом-корреспондентом АН СССР. К этому времени им было опубликовано около 40 статей.
С 1958 по 1972 г. возглавлял Комиссию по физике звёзд и туманностей Астрономического Совета АН СССР. Главный итог всей его деятельности в этом направлении – возникновение в тогдашнем СССР спаянной общими научными интересами астрофизической корпорации.
В 1961–1962 гг., продолжая оставаться заведующим кафедрой, был одновременно директором Астрономической обсерватории университета на общественных началах.
В 1973 г. стал председателем Совета по подготовке астрономических кадров (СПАК).
В 1981 г. избран действительным членом АН СССР. В 1985 г. за выдающиеся заслуги в развитии отечественной науки Указом Президиума Верховного Совета Соболеву присвоено звание Героя Социалистического Труда с вручением ордена Ленина и золотой медали "Серп и Молот".
Последняя крупная академическая организационная структура, которую возглавлял Соболев, – Объединённый научный совет по астрономии (ОНСА). На посту его главы он находился до конца жизни.
Продолжал активно работать и много публиковать на склоне лет. За несколько дней до смерти завершил вторую корректуру фундаментальной коллективной монографии «История астрономии в России и СССР» объёмом 40 печатных листов, написанной под его патронатом и при его участии в качестве автора.
```
 
“Учёный – не тот, кто занимается наукой, а тот, кто не может ею не заниматься” (В. В. Соболев)
[
3
]
```

Скончался 7 января 1999 г. Похоронен в Ленинградской области на Мемориальном кладбище посёлка Комарово.

## Научная деятельность
Основные работы относятся к теории переноса излучения в астрофизических средах и к физике газовых туманностей и наружных слоёв звёзд. Впервые корректно сформулировал закон сохранения энергии для разреженных газовых туманностей (излучение в запрещённых линиях). Существенно усовершенствовал теорию образования спектральных линий в рассеивающих средах — ввёл приближение «полного перераспределения по частотам», являющееся основой современной теории линейчатых спектров звёзд.
- В 1943 году построил теорию многократного рассеяния поляризованного излучения. Применил её для решения различных астрофизических и геофизических задач, в частности для расчёта параметров излучения, отражаемого планетной атмосферой.
- В 1944—1947 годах создаёт теорию образования спектральных линий в движущихся средах, таких, как расширяющаяся оболочка звезды. Построенная теория получила применение при расшифровке спектров различных астрофизических объектов — звёзд Вольфа — Райе, активных ядер галактик, квазаров, космических мазеров.
- В 1960-е годы завершил построение общей теории анизотропного рассеяния света, у истоков которой стояли В. А. Амбарцумян и С. Чандрасекар. Указал на ряд применений этой теории к определению оптических свойств планетных атмосфер.

По суммарному вкладу, внесённому в аналитическую теорию переноса излучения, В. В. Соболев и его школа – вне конкуренции в мировой астрофизике. В каждый из разделов этой теории — 1) идеи, понятия, математические методы; 2) теория монохроматического анизотропного рассеяния; 3) исследование нестационарных полей излучения; 4) поля излучения в неоднородных средах; 5) перенос поляризованного излучения; 6) многократное рассеяние излучения в частотах спектральных линий; 7) перенос излучения в движущихся средах — школа Соболева, единственная в мире, внесла существенный вклад. Среди членов этой школы одновременное свободное владение теорией анизотропного монохроматического рассеяния и теорией переноса линейчатого излучения — это норма.

## Награды
- Герой Социалистического Труда (1985),
- орден Ленина,
- два ордена Трудового Красного Знамени,
- медали.

## Педагогическая деятельность
Много занимался организацией науки и преподавания, как в масштабе своего университета, так и страны в целом. На протяжении 10—15 лет неустанно проводил реформы преподавания, неизменно улучшая учебный план подготовки астрономов в ЛГУ. Был введён курс радиоастрономии, существенно улучшено преподавание математики для астрономов, фактически заново поставлен курс теоретической физики и т.д.
1960 г. создал группу теоретической астрофизики в другом университетском подразделении – Научно-исследовательском институте математики и механики. Так возникла лаборатория теоретической астрофизики Астрономической обсерватории ЛГУ, штаб-квартира соболевской научной школы.
В 1967 г. закончил работу над рукописью «Курса теоретической астрофизики». Второе издание этого учебника вышло из печати в 1975 г., третье – в 1985 г. Курс переведён на английский и французский языки.
В 1992 г. лабораторию удалось преобразовать в Астрономический институт Санкт-Петербургского университета. В 1999 г. выдающийся вклад Соболева в становление и развитие астрономии в Университете был отмечен присуждением Астрономическому институту СПбГУ его имени (Астрономический институт имени В. В. Соболева).
Школа Соболева – это несколько десятков астрофизиков, выпестованных им. Соболев гордился тем, что почти каждый второй из тех, у кого он был научным руководителем по кандидатской диссертации, стал впоследствии доктором наук.

## Память
- В честь Соболева получил имя астероид (2836) Соболев, открытый 22 декабря 1978 года Н. С. Черных в Крымской астрофизической обсерватории, название присвоено 17 февраля 1984 года[9].
- Астрономический институт им. В. В. Соболева
- Международная конференция, посвящённая 100-летию со дня рождения В. В. Соболева (21—25 сентября 2015 года)

## Адреса
- Санкт-Петербург, наб. р. Мойки, д. 104[10].

### Публикации
- Соболев В. В. Движущиеся оболочки звёзд. — Л.: Издательство ЛГУ, 1947. — 113 с.
- Соболев В. В. Перенос лучистой энергии в атмосферах звёзд и планет. — М.: Гостехиздат, 1956. — 391 с.
- Соболев В. В. Рассеяние света в атмосферах планет. — М.: Физматгиз, 1972. — 325 с.
- Соболев В. В. Курс теоретической астрофизики. — М.: Физматгиз, 1967. — 528 с.

### О нём
- Труды Астрономической обсерватории ЛГУ. 1941, т. 12.
- Астрономия в СССР за сорок лет (1917—1957). — М.: Физматгиз, 1960.
- Развитие астрономии в СССР. — М.: Наука, 1967.
- Список абонентов Ленинградской городской сети. — Л., 1969. — С. 605.
- Большая советская энциклопедия. — 3-изд. — Т. 24. Кн. 1. — М: Советская энциклопедия, 1978.
- Колчинский И. Г., Корсунь А. А., Родригес М. Г. Астрономы: Биографический справочник. — 2-е изд., перераб. и доп. — Киев: Наукова думка, 1986. — 512 с.
- Звёздный путь академика Соболева // Санкт-Петербургский университет, № 5 (3501), март 8, 1999.
- Академик Соболев В. В. (1915—1999). Жизнь и деятельность: Сборник статей. — СПб., 2000.